# Soisy-sur-École
Soisy-sur-École is een gemeente in het Franse departement Essonne (regio Île-de-France) en telt 1321 inwoners (1999). De plaats maakt deel uit van het arrondissement Évry.

## Geografie
De oppervlakte van Soisy-sur-École bedraagt 11,5 km², de bevolkingsdichtheid is 114,9 inwoners per km².
De onderstaande kaart toont de ligging van Soisy-sur-École met de belangrijkste infrastructuur en aangrenzende gemeenten.

## Demografie
Onderstaande figuur toont het verloop van het inwonertal (bron: INSEE-tellingen).